# Patagonotothen canina
Patagonotothen canina är en fiskart som först beskrevs av Smitt, 1897.  Patagonotothen canina ingår i släktet Patagonotothen och familjen Nototheniidae. Inga underarter finns listade i Catalogue of Life.